# Taça de Portugal 1953/54
Die Taça de Portugal 1953/54 war die 14. Austragung des portugiesischen Pokalwettbewerbs. Er wurde vom portugiesischen Fußballverband ausgetragen. Das Finale fand am 27. Juni 1954 im Estádio Nacional von Oeiras statt. Pokalsieger wurde Sporting Lissabon. Titelverteidiger Benfica Lissabon scheiterte im Achtelfinale am späteren Sieger.
Bis zum Halbfinale wurden alle Begegnungen in Hin- und Rückspiel ausgetragen. Bei Gleichstand in den beiden Spielen gab es ein Entscheidungsspiel.

## Teilnehmende Teams
| Primeira Divisão (14) | Madeira-Meister (1) |
| --- | ------------------- |
| - Académica de Coimbra - Atlético CP - FC Barreirense - Belenenses Lissabon - Benfica Lissabon - Boavista Porto - Sporting Braga - SC Covilhã - Lusitano GC Évora - Clube Oriental de Lisboa - FC Porto - Sporting Lissabon - Vitória Guimarães - Vitória Setúbal | - Marítimo Funchal  |

## Achtelfinale
|                     | Gesamt |                          | Hinspiel | Rückspiel |
| ------------------- | ------ | ------------------------ | -------- | --------- |
| Belenenses Lissabon | 5:3    | Sporting Braga           | 4:1      | 1:2       |
| Atlético CP         | 6:3    | Clube Oriental de Lisboa | 2:2      | 4:1       |
| Boavista Porto      | 7:3    | Académica de Coimbra     | 6:1      | 1:2       |
| Vitória Setúbal     | 5:2    | Lusitano GC Évora        | 4:0      | 1:2       |
| Vitória Guimarães   | 7:5    | SC Covilhã               | 3:0      | 4:5       |
| FC Porto            | 3:2    | FC Barreirense           | 1:1      | 2:1       |
| Sporting Lissabon   | 4:4    | Benfica Lissabon         | 3:2      | 1:2       |

### Entscheidungsspiel
|                   | Ergebnis |                  |
| ----------------- | -------- | ---------------- |
| Sporting Lissabon | 4:2      | Benfica Lissabon |

## Viertelfinale
Der Madeira-Meister stieg in dieser Runde ein.
|                     | Gesamt |                   | Hinspiel | Rückspiel |
| ------------------- | ------ | ----------------- | -------- | --------- |
| Boavista Porto      | 4:3    | Vitória Guimarães | 1:1      | 3:2       |
| Sporting Lissabon   | 5:3    | FC Porto          | 1:1      | 4:2       |
| Vitória Setúbal     | 5:1    | Atlético CP       | 3:0      | 2:1       |
| Belenenses Lissabon | 5:4    | Marítimo Funchal  | 2:1      | 1:0       |

## Halbfinale
|                     | Gesamt |                   | Hinspiel | Rückspiel |
| ------------------- | ------ | ----------------- | -------- | --------- |
| Vitória Setúbal     | 8:6    | Boavista Porto    | 6:0      | 2:6       |
| Belenenses Lissabon | 4:8    | Sporting Lissabon | 4:2      | 0:6       |

## Finale
| Paarung           | Sporting Lissabon – Vitória Setúbal |
| Ergebnis          | 3:2 (2:2) |
| Datum             | 27. Juni 1954 |
| Stadion           | Estádio Nacional, Oeiras |
| Schiedsrichter    | Braga Borros |
| Tore              | 1:0 João Martins (15.) 2:0 Fernando Mendoça (18.) 2:1 Joaquim Soares (24.) 2:2 Joaquim Soares (40.) 3:2 Fernando Mendoça (54.)                                                                                                  |
| Sporting Lissabon | Carlos Gomes – João Galaz, António Lourenço – Mário Gonçalves, Júlio Cernadas Pereira – João Martins, Galileu Moura , Fernando Mendoça, Manuel Vasques, János Hrotkó, José Travassos Cheftrainer: József Szabó ( Ungarn)        |
| Vitória Setúbal   | Francisco Baptista – Jacinto Forreta, Manuel Joaquim Coelho – Orlando Barros , Fernando Casaca, Emídio Graça, Artur Vaz – Joaquim Soares, António Fernandes, Pinto de Almeida, António Inácio Cheftrainer: János Biri ( Ungarn) |